# 哈尔滨工业大学（威海）
哈尔滨工业大学（威海）是哈尔滨工业大学“一校三区”的重要组成部分。分校成立于1985年，并于2002年更名为威海校区。

作为“一校三区”的组成部分，哈尔滨工业大学（威海）也进入了“211工程”、按照世界知名高水平大学目标重点建设的9所大学“C9”、“985工程”、“双一流”建设A类高校名单之中。
与其他校区不同，威海校区围绕国家海洋强国战略和区域经济社会发展需求，坚持“立足海洋，服务山东，拓展国防，走向国际，面向国民经济主战场”的办学定位，提出了“一个蓝色（蓝色海洋）、二个智慧（智慧制造和智慧城市）、三个重点（船舶、海洋、车辆）、三新优势（新材料、新信息、新能源）”的学科专业特色发展战略。

## 教育

### 教师队伍
校区共有教职工800余名，其中教授92人，副教授249人，教师队伍博士化率达到55.9%。其中温广武教授入选2013年国家百千万人才工程并获“有突出贡献中青年专家”称号，谭建宇教授入选2012年教育部新世纪人才支持计划。

### 学科发展
校区设13个院系学部，37个系（专业），格局工科专业为主。船舶与海洋工程、海洋科学为“985”重点建设的一级学科，共享校哈尔滨校区的148个硕士点和82个博士点，单独设置的硕士研究生二级学科20个。

## 历史
1985年，哈尔滨工业大学与威海市政府签定合作建设威海分校的协议。1987年，经原中国航天工业部批准并开始筹建。1988年开始招生。1996年经原国家教委批准，哈尔滨工业大学汽车工程学院迁址威海，与哈尔滨工业大学威海分校合并。

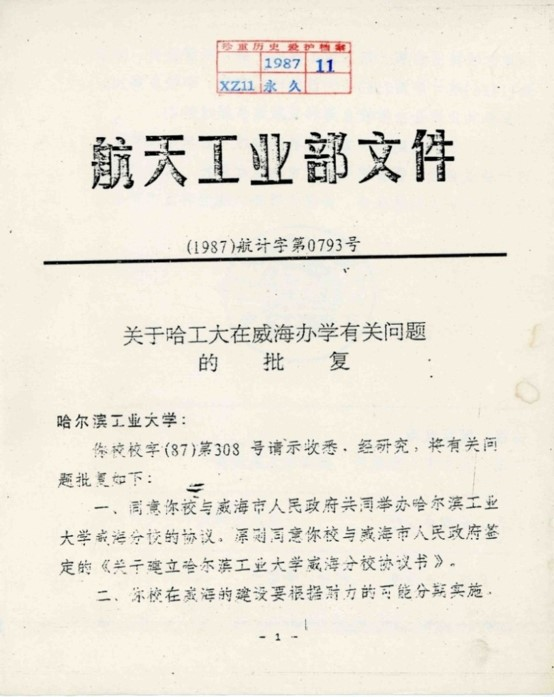
航天工业部关于哈工大在威海办学有关问题的批复-第二页的影印

1997年，哈尔滨工业大学汽车工程学院正式迁址山东省威海市，在威海分校改扩建。2001年，威海市人民政府与哈尔滨工业大学签定共建哈尔滨工业大学威海分校协议。2002年，学校正式更名为哈尔滨工业大学（威海）。
2010年2月，工业和信息化部、山东省人民政府、威海市人民政府三方签订共建哈工大（威海）协议。

## 学校象征

### 校徽
哈尔滨工业大学（威海）采用与哈尔滨工业大学本部相同的校徽，校徽是由“展开的书、英文字母、数字、美丽的建筑和环绕的齿轮”所组成。

### 校歌
学校校歌为《哈工大之歌》。由哈尔滨工业大学校友、原文化部部长、现全国政协常委刘忠德作词；全国政协委员，中央歌剧院院长刘锡津作曲。
校区另有《哈工大威海之歌》，由前校区校长徐晓飞作词作曲。

### 建校纪念日
哈尔滨工业大学建校纪念日为每年6月7日。1950年6月7日，中共中央电告东北局：“中长铁路已决定将哈工大交给中国政府管理”。并指示哈工大“应着重招收国内各大学理工学院的讲师、助教和研究生。主要学俄文，两年毕业即分配到各大学任教”。这是哈工大回到新中国怀抱并进入全面改造和扩建阶段的重要标志。后来，学校决定6月7日为哈工大建校纪念日。威海校区同哈尔滨校区一致，以6月7日为建校纪念日。

## 院系设置
校区有11个院系，分别为：

- 海洋工程学院（页面存档备份，存于）
- 海洋科学与技术学院（页面存档备份，存于）
- 汽车工程学院（页面存档备份，存于）
- 信息与电气工程学院（页面存档备份，存于）
- 计算机科学与技术暨软件学院（页面存档备份，存于）
- 材料科学与工程学院（页面存档备份，存于）
- 理学院（页面存档备份，存于）
- 经济管理学院（页面存档备份，存于）
- 语言文学学院（页面存档备份，存于）
- 马克思主义学院（页面存档备份，存于）
- 体育教学部（页面存档备份，存于）
- 紫丁香书院